# ساپوگوداولا
ساپوگوداولا (به لاتین: Sapugodawela) یک منطقهٔ مسکونی در سری‌لانکا است که در استان جنوبی (سری‌لانکا) واقع شده‌است.